# Plafalgàs
Plafalgàs o Plafalgars, també dit Pare Falgars, és un gegant de la mitologia catalana famós per la seva bonhomia, la seva valentia i la seva força prodigiosa, que posa al servei dels seus veïns. La versió més estesa de la llegenda el situa a Vallfogona de Ripollès. Plafalgàs era el masover del mas del mateix nom, avui ja enderrocat, prop de l'ermita de Santa Magdalena de Cambrils.

## La llegenda
Acabada de construir de feia poc, la parròquia de Sant Julià encara no tenia campana, i com que l'ermita del castell de Milany estava gairebé en ruïnes, es va decidir aprofitar-ne la seva.
El rector de Sant Julià, que li encarregava feines diverses, li va encomanar la tasca de transportar la campana. Plafalgàs se la va carregar a l'espatlla i va emprendre el camí de tornada al poble.
Per tenir idea de les dimensions de la campana, només cal saber que va ser fosa i en van sortir les quatre que, abans de l'any 1936, hi havia al campanar de la parròquia.
A l'alçada de Les Artigues, el gegant va trobar uns pagesos que batien blat i que tot fent broma li van dir que ja se li devien estar acabant les forces. Picat en l'amor propi Plafalgàs els va desafiar a que, si li omplien la campana amb set quarteres de gra i ho transportava tot fins a la vila, es quedaria el blat. Acceptada la juguesca, valent-se d'un buscall de faig va anar fins a Vallfogona amb la campana i el gra.
En arribar, li van oferir un plat de sopes en el gran abeurador de pedra que encara avui s’hi conserva. Del plat d'en Plafalgàs es diu que mesurava sis pams d'amplada i dos de fondària. També es diu que és la pica baptismal que actualment hi ha a l'entrada del Santuari de la Salut, i que l'any 1913 Tomàs Raguer i Fossas, el folklorista i fundador del Museu Etnogràfic de Ripoll, la va fotografiar a l'era de ca l'Artiguer, a Vallfogona.
Segons la tradició, Plafalgàs està enterrat just al davant del llindar de la porta de l'església de Sant Julià —on solia seure en una enorme pila de pedra—, sota una llosa on hi ha gravada una campana. A Vallfogona hi ha un refrany que diu:
«A l'església de Sant Julià no hi entraràs,
sense que trepitgis la tomba d'en Plafalgars».
L'any 2009, el poble va retre homenatge al seu personatge llegendari fent construir al mestre Tavi Algueró un gegant de festa major de més de tres metres d'alçada i 29 Kg de pes que du la campana a collibè, recordant la seva gesta.

## La versió empordanesa
Existeix una altra versió de la llegenda que situa el gegant —en aquest cas conegut sempre com Pare Falgars o Falgàs— a l'Alt Empordà.
El Pare Falgars era, segons Pere Català i Roca «el darrer gegant senyor de tot el Pirineu». Havia viscut al castell de Siurana i era set vegades més alt que la més alta torre del castell de Requesens, fortalesa on vivien la muller i les filles.
Jacint Verdaguer, en canvi, deia que havia estat frare. Li va dedicar un poema en el qual menciona l'ermita de la Mare de Déu del Mont com la destinatària de la campana que transportava. I explica també els clotets que es veuen a la roca Rossoladora com les petjades i la marca del genoll del pare Falgars.
El poema de mossèn Cinto ha estat convertit en cançó primer per Jaume Arnella (2002), i després per Joan Josep Mayans (2007).
| « | Si l'hermita del Mont no té campana, ¿què’n fa del campanar? Cada dia la Verge la demana, ¿qui li voldrá donar? Se’n va’l pare Falgás cap á Girona, á casa d'un courer, que de la fosa’n trau una de bona per l'acimat cloquer. —¿Donchs, per quin bou heu fosa exa esquelleta? —¿Esquella li diheu?— lo courer li respon— ¿per qui l'he feta? per vós, si la moveu.— Agafantla pe’l jou, d'una braçada se la carrega á coll, una biga que veu arreconada servintli de bascoll. En la Rossoladora se traboca; hi puja tan rebent que com cera blaníssima la roca ses genolleres pren. Uns batedors, del pobre frare’s riuen: —¿No anau prou carregat? Exa campana, si voleu,—li diuen,— vos la uplirèm de blat.— N’hi posan d'una á una, set quarteres, y, dantlosen mercès, juga, pujant al Mont per les dreceres, á qui correrá més. Puja’l blat al graner del santuari, l'esquella al campanar: —¡A ser gayre més alt, —diu,— l'arribarhi m’hauria fet suhar! | » |